# エド・リケッツ
エド・リケッツ（Ed Ricketts）ことエドワード・フランダース・ロブ・リケッツ（Edward Flanders Robb Ricketts, 1897年5月14日 - 1948年5月11日）は、アメリカの海洋生物学者、エコロジスト、哲学者。
1939年に出版したBetween Pacific Tides は潮間生物学の先駆けとして評価されている。
彼はまた、ジョン・スタインベックとの深い交流でも知られる。1948年にリケッツが車と電車の衝突事故で死亡した際は、スタインベックはカリフォルニアに戻り、数か月間悲しみに沈んだ。